# 甲烯𬭩离子
在有机化学中，甲烯鎓離子（又稱质子化亚甲基）是一种阳离子，化学式为CH+
3。它可以视作一个亚甲基自由基（:CH
2）加上一个质子（H+
），或一个甲基自由基（•CH
3）去除一个电子。它是碳正离子和烯𬭩离子，是最简单的烯𬭩离子。

## 结构
实验和计算普遍表示，甲烯鎓離子具有平面结构和三重对称性。离子的碳原子是sp2杂化的原型（和精确）示例。

## 制备和反应
对于低压的质谱研究，甲烯鎓離子可以通过甲基自由基的紫外线光电离，或将中性甲烷与单原子阳离子（如C+
和Kr+
）碰撞制备。在这种条件下，它会与乙腈CH
3CN反应，形成离子(CH
3)
2CN+
。
捕获低能电子后（小于1 eV），它会自发地解离。
它很少在凝聚相下以中间体的形式出现。它被提议为一种反应性中间体，在甲烷与FSO3H-SbF5进行质子化或氢化物提取时形成。甲鎓离子非常活泼，对烷烃也是如此。